# The Failure
The Failure er en amerikansk stumfilm fra 1915 af Christy Cabanne.

## Medvirkende
- John Emerson som Tom Warder.
- Juanita Hansen som Ruth Shipman.
- Allan Sears som Isaac Shuman.
- Olga Grey som Rose.
- Augustus Carney.